# Amazes Me
Amazes Me è un brano composto e interpretato dall'artista britannico Elton John, con testo di Bernie Taupin. È la nona traccia dell'album del 1989 Sleeping with the Past.

## Il brano
Come per le altre canzoni dell'album, il brano è ispirato alla musica Rhythm and blues americana degli anni sessanta. Il titolo (traducibile con mi stupisce) si riferisce alla Georgia, chiamata con il soprannome "Magnolia State". Il testo di Bernie Taupin contiene esempi di ciò che stupisce, come la fresca brezza che spira alla sera nel Sud-est degli Stati Uniti (chiamato Dixie Shadowland).
La musica accattivante e ricca di sonorità, unita all'interpretazione molto ben riuscita di Elton John, contribuiscono a creare un'atmosfera suggestiva e ricca di pathos.

## Formazione
- Voce, tastiere: Elton John
- Altre tastiere: Fred Mandel, Guy Babylon
- Basso: Romeo Williams
- Percussioni: Jonathan Moffett
- Chitarra: Davey Johnstone
- Cori: Marlena Jeter, Mortonette Jenkins, Natalie Jackson e Davey Johnstone.

Come tutti i brani dell'album Sleeping with the Past, è stato registrato in Danimarca nei Puk Studios e mixato in parte in Danimarca e in parte a Londra.